# Macksburg (Iowa)
Macksburg es una ciudad situada en el condado de Madison, Iowa, Estados Unidos. Tiene una población estimada, a mediados de 2023, de 101 habitantes.

## Geografía
La localidad está ubicada en las coordenadas 41°12′53″N 94°11′6″O / 41.21472, -94.18500. Según la Oficina del Censo de los Estados Unidos, tiene una superficie total de 5.14 km², correspondientes en su totalidad a tierra firme.

## Demografía
Según el censo de 2020, en ese momento había 97 personas residiendo en Macksburg. La densidad de población era de 18.87 hab./km². El 94.85% de los habitantes eran blancos y el 5.15% eran de una mezcla de razas. No había hispanos o latinos viviendo en la localidad.